# إدموند كلارك (مصور)
إدموند كلارك (بالإنجليزية: Edmund Clark)‏ هو مصور بريطاني، ولد في 1963.

## وصلات خارجية
- الموقع الرسمي